# Seifeddine Hmida
Seifeddine Hmida, né le 1er janvier 1991, est un handballeur tunisien jouant au poste de demi-centre. Il mesure 1,93 m et pèse 87 kilos.